# Georgia May Jagger
Georgia May Ayeesha Jagger (Londen, 12 januari 1992) is een Engels fotomodel. Ze is de jongste dochter van Mick Jagger en Jerry Hall.

## Modellenwerk
Op haar zestiende werd ze als model aangenomen door Independent Models, waarna ze haar moeder en zus Lizzy volgde in het modellenwerk. Ze maakte datzelfde jaar (2008) haar debuut op de catwalk voor Vivienne Westwood. Ze deed vervolgens mee aan de campagnes voor Rimmel London, Versace, Chanel en Hudson Jeans. In 2009 werd ze benoemd tot model van het jaar bij de British Fashion Awards. Jagger heeft een contract bij TESS management. In november 2011 verhuisde ze van New York naar Londen om fotografie te gaan studeren.
Georgia May Jagger is sedert 2010 een van de gezichten van het cosmeticamerk Rimmel London.
Jagger werd in september 2024 moeder van een zoon.